# وسام نجمة الشرف العسكري الفلسطيني
وسام نجمة الشرف العسكري الفلسطيني هو وسام عسكري فلسطيني رفيع يمنحه الرئيس الفلسطيني للقادة العسكريين الفلسطينيين والعرب والأجانب الذين قدموا خدماتٍ جليلة لفلسطين.

## تاريخ
جرى استحداث وسام نجمة الشرف العسكري الفلسطيني عام 2013 ليجري منحه من قبل الرئيس الفلسطيني للقيادات العسكرية الفلسطينية والعربية والأجنبية التي قدمت خدماتٍ جليلة لفلسطين.

## أبرز الحائزين على الوسام
- عارف خطاب، 2013.[4]

- محمود بكر حجازي، 2015.[5]

- فاطمة برناوي، 2015.[6]

- ممدوح نوفل، 2015.[7]